# SIG Sauer SSG 2000
O SIG Sauer SSG 2000 (Scharfschützengewehr 2000, literalmente Fuzil de precisão 2000) é um fuzil de precisão de ação por ferrolho alimentado por carregador.

## Uso em serviço
O fuzil de precisão SSG 2000 é um esforço conjunto da empresa suíça SIG Arms (agora SAN Swiss Arms) e da empresa alemã J.P.Sauer & Sohn. A produção do SSG 2000 começou em 1983 e foi paulatinamente substituído pelo modelo SSG 3000 introduzido em 1992.

## Descrição
O SSG 2000 é derivado do rifle Sauer 80/90. Ele funciona por ação de ferrolho com alça rotativa, mas culatra fixa. Quando a alavanca é girada para fechar a ação, seis terminais são acionados a partir da parte traseira do corpo do ferrolho para travar a câmara. A ação também possui um indicador de câmara carregada. O cano é forjado por compressão e possui um supressor de fagulhas instalado. A coronha de madeira é ajustável. O gatilho é de dois estágios.
O SSG 2000 não possui mira de ferro por padrão e geralmente é equipado com uma Schmidt & Bender X1.5-6 × 42 de alcance variável ou mira telescópica de potência fixa Zeiss Diatal ZA 8 × 56T.

## Usuários
- Hong Kong[1]
- Taiwan[3]